# Madoka Natsumi
Madoka Natsumi (jap. 夏見 円, Natsumi Madoka; * 2. Juli 1978 in Abashiri) ist eine ehemalige japanische Skilangläuferin, die sich auf Sprintwettbewerbe spezialisiert hat. Am 27. Februar 2008 belegte sie beim Sprint-Wettkampf in Stockholm den dritten Platz und erkämpfte damit die erste Podiumsplatzierung für Japan im Skilanglauf-Weltcup.

## Leben und Karriere
Natsumi begann im Alter von sieben Jahren mit dem Skilanglauf und startete 1997 erstmals im Skilanglauf-Weltcup. Nachdem sie zu Beginn ihrer Karriere nur Platzierungen weit außerhalb der Weltcuppunkte-Ränge erzielen konnte, spezialisierte sie sich ab der Saison 2001/02 auf Sprintwettbewerbe. So gelang es ihr in dieser Saison erstmals Weltcuppunkte zu erkämpfen. Im italienischen Cogne belegte sie über die 5 Kilometer in der klassischen Technik den 24. Platz. Zwei Wochen später erkämpfte sie beim Sprint ebenfalls in der klassischen Technik in Asiago den elften Rang. Bei den Olympischen Winterspielen 2002 in Salt Lake City bestätigte sie dieses Resultat mit einem zwölften Platz im Freistil-Sprint. Zum Ende der Saison erkämpfte sie mit dem zehnten Platz beim Sprint im norwegischen Oslo ihre erste Top-Ten-Platzierung.
Auch in den darauffolgenden Jahren gelang es Natsumi mehrfach, in Sprintwettbewerben Weltcuppunkte zu erkämpfen. Bei den Nordischen Skiweltmeisterschaften 2005 in Oberstdorf verfehlte sie allerdings als 31. in der Sprint-Qualifikation klar die Finalläufe. In der Saison 2005/06 belegte sie beim Teamsprint im kanadischen Canmore mit Nobuko Fukuda den achten Platz. Diese Platzierung konnten die beiden Frauen bei den Olympischen Winterspielen 2006 in Pragelato wiederholen. Im Sprintwettbewerb, der in der freien Technik ausgetragen wurde, wurde Natsumi 17. Bei den Nordischen Skiweltmeisterschaften 2007 im heimischen Sapporo erreichte Natsumi das A-Finale im Sprint in der klassischen Technik und erzielte mit Platz fünf ihr bis dahin bestes Resultat in einem internationalen Wettbewerb. Sie trat in der Saison ebenfalls bei Rennen Far East Cups, den sie auf den ersten Platz in der Gesamtwertung beendete.
In der Saison 2007/08 erzielte Natsumi mehrere Platzierungen in den Top Ten bei Sprintwettbewerben. Am 27. Februar 2008 gelang ihr beim Sprint in Stockholm mit Platz drei das erste Mal der Sprung auf das Podest in einem Weltcupwettbewerb. Dies ist die beste Weltcupplatzierung, die sie erkämpfen konnte. Am Saisonende belegte sie den 27. Platz in der Weltcupgesamtwertung und den zehnten Platz in der Gesamtwertung des Sprintweltcups. In den folgenden Jahren konnte sie im Weltcup ihre starken Leistungen aus der Saison nicht wiederholen. Im März 2009 erreichte sie in Trondheim mit dem siebten Platz im Sprint ihre letzte Top-Ten-Platzierung in einem Weltcupeinzelrennen. Ihre besten Resultate bei den nordischen Skiweltmeisterschaften 2009 in Liberec war der 27. Platz im Sprint und den vierten Rang zusammen mit Masako Ishida im Teamsprint. Bei den Olympischen Winterspielen 2010 in Vancouver errang sie den 30. Platz im 30-km-Massenstartrennen, den 27. Platz im Sprint und den achten Rang mit der Staffel. Bei den Winter-Asienspielen 2011 gewann sie Silber mit der Staffel und über 5 km klassisch und Gold im Sprint. Ihre besten Ergebnisse bei den folgenden nordischen Skiweltmeisterschaften 2011 in Oslo waren der zehnte Rang mit der Staffel und der achte Platz im Teamsprint. Nach der Saison 2011/12, bei der sie an Rennen des Far East Cups antrat, beendete sie ihre Karriere.